# Derhačský rajón
Derhačský rajón (ukrajinsky Дергачівський район) byl rajón v Charkovské oblasti na Ukrajině. Hlavním městem bylo Derhači a rajón měl přibližně 95 tisíc obyvatel. 

## Sídla v rajónu
- Vilšany
- Derhači
- Kozača Lopaň
- Mala Danylivka
- Peresične
- Pruďanka
- Slatyne
- Solonycivka